# Sibon dimidiatus
Sibon dimidiatus е вид змия от семейство Смокообразни (Colubridae). Видът не е застрашен от изчезване.

## Разпространение и местообитание
Разпространен е в Белиз, Гватемала, Коста Рика, Мексико, Никарагуа и Хондурас.
Обитава гористи местности, планини и възвишения.